# 塞思·韦斯科特
塞思·韦斯科特（英語：Seth Wescott，1976年6月28日—），美国男子单板滑雪运动员，主攻障碍追逐。他曾代表美国参加2006年和2010年冬季奥林匹克运动会单板滑雪比赛，获得二枚金牌。